# Pritaneo de Atenas
El Pritaneo  de Atenas (en griego antiguo: Πρυτανεῖον) era un antiguo pritaneo o lugar de reunión de los pritanos en Atenas, Grecia. El edificio también albergaba al arconte epónimo.
Pudo haber sido fundado originalmente por Teseo cuando unió las aldeas del Ática en una sola ciudad de Atenas. Funcionaba como una especie de ayuntamiento de Atenas. Era el núcleo de la ciudad y albergaba, entre otras cosas, el santuario de Hestia, en cuyo altar había un fuego que ardía eternamente. El Pritaneo se utilizaba para honrar a los ciudadanos que se lo merecían, en él estaban expuestas las leyes de Solón y se celebraban algunas sesiones judiciales.
En el pasado, se pensaba que era el mismo edificio que el Tholos del Ágora de Atenas, y ambos edificios siguen confundiéndose a menudo. Sin embargo, investigaciones posteriores han llegado a la conclusión de que probablemente el Tholos no era más que un anexo del Pritaneo, construido sobre el Ágora, más reciente. Es posible que, al igual que el edificio anterior, recibiera el nombre de Pritanicon. En cambio, se cree que el Pritaneo original estaba situado en la llamada Ágora arcaica o en sus alrededores. Según la descripción de Pausanias, podría haber estado situado en algún lugar al norte, este o sureste de la colina de la Acrópolis. Esto se basa en el hecho de que, según Pausanias, el Pritaeno se encontraba en algún lugar por debajo del Aglaureo.
En el pasado, se solía suponer que el yacimiento se encontraba al norte de la Acrópolis. Desde el descubrimiento del Aglaureo en la ladera oriental de la colina en la década de 1980, el Ágora arcaica y el Pritaneo también se han situado más comúnmente en el lado oriental de la colina, en la zona del actual barrio de Plaka.  Según una teoría, habría estado situado en el emplazamiento de la plaza frente a la actual plaza de la Iglesia de Santa Catalina, cerca de la Linterna de  Lisícrates. En el lugar se han encontrado los restos de un edificio con columnas que data de los periodos arcaico tardío y clásico temprano. Otra teoría es que Pritaneo se habría situado en el extremo norte de la calle Tripodon.
Al parecer, el Pritaneo y el Tholos se utilizaban conjuntamente para los usos para los que en otras ciudades sólo se utilizaba un pritaneo. El Tholos se utilizaba, entre otras cosas, como comedor para los pritanos.

## En la historia
Después del veredicto del juicio contra Sócrates se propone un castigo. Como Sócrates se considera benefactor de Atenas, plantea que deberían participarlo en las comidas del Pritaneo. Este era un honor reservado a atletas y otros ciudadanos importantes.